# Сергиенко, Николай Маркович
Никола́й Ма́ркович Сергие́нко (4 октября 1934 — 29 июня 2017) — украинский офтальмолог, впервые на Украине изобретший хрусталик собственного производства и применивший его на практике. Доктор медицинских наук, профессор, член-корреспондент НАН Украины.
Внештатный главный офтальмолог Министерства здравоохранения Украины до 2005 года. Почётный профессор многих стран. Действующий хирург. Заведующий кафедрой глазных болезней Киевской академии последипломного образования им. П. Л. Шупика (КМАПО) до 2005 года.

## Признание
В 1972 году Николаю Марковичу Сергиенко присвоена ученая степень доктора медицинских наук, а в 1978 году — ученое звание профессора. Николай Маркович Сергиенко является лауреатом Государственной премии УССР в области науки и техники (звание лауреата присвоено в 1988 году), заслуженным деятелем науки и техники Украины (звание присвоено 1994 году). Является членом-корреспондентом Национальной Академии Наук, членом-корреспондентом Академии Медицинских Наук Украины (1993 г). Николай Маркович Сергиенко является главным офтальмологом Украины.

## Образование
Медицинское образование получил в Харьковском медицинском институте, педиатрический факультет, в 1958 году (ныне — Харьковский медицинский университет).

## Квалификация и профессиональный опыт
В 1958–1960 годах работал в должности районного окулиста в селе Александровка Александровского района Донецкой области, Украина. С 1960 по 1963 являлся аспирантом кафедры офтальмологии Донецкого медицинского института. С 1963 по 1972 год работал в должности ассистента кафедры офтальмологии Донецкого медицинского института. В период с 1972 по 1977 занимал должность заведующего кафедрой офтальмологии Дагестанского медицинского института, г. Махачкала. С 1977 по 1978 годы занимал пост профессора кафедры офтальмологии Киевской медицинской академии последипломного образования им. П. Л. Шупика. С 1978 по 2005 работал в должности заведующего кафедрой офтальмологии Киевской медицинской академии последипломного образования им. П. Л. Шупика. С 2005 года научный консультант, микрохирург-офтальмолог в медицинском центре ОПТИМЕД.

## Интересы и сфера практической деятельности
Николай Маркович Сергиенко занимается врачебной и педагогической деятельностью. Основные направления научных исследований — офтальмологическая оптика, микрохирургия глаза, а именно — рефракционная хирургия, хирургия катаракты, глаукомы.

## Научные труды
Имеет печатные работы общим количеством более 300, основные из которых: Сергиенко Н. М. Офтальмологическая оптика , 1982, Киев. Второе издание. 1988 г., Москва; Сергиенко Н. М. Интра-окулярная коррекция. 1988, Киев; Сергиенко Н. М. Искусственный хрусталик (авторское свидетельство 1 116 572), запатентовано также в США (пат. 4,642,115), Италии, Польше, Чехии и Словакии.